# Pouteria bonneriana
Pouteria bonneriana é um espécie de planta na família Sapotaceae. É encontrada no Peru.